# Cacicazgos mayas en Yucatán
Llámase cacicazgos mayas en Yucatán a aquellas demarcaciones geográficas que constituían las provincias o señoríos mayas que existieron en la península de Yucatán hasta entrando el siglo XVI; en que se consumó la conquista de la región por el Imperio español.

## ¿Por qué cacicazgos?
Cacique (del idioma taíno, parcialidad de la etnia arawak) es la persona que gobierna o jefatura una comunidad amerindia en América. Ejercen su mando sobre personas y un territorio denominado “cacicazgo”. Significa: ‘El señor responsable o autoridad de los hombres’. Los caciques son equivalente del curaca  o el lonco.
La utilización de la palabra cacique fue activamente promovida por la monarquía española. Una real cédula del 26 de febrero de 1538 insistía en que cualquier autoridad indígena fuera solo llamada “cacique”, igualando por esta fórmula desde los más humildes capitanejos de bandas poco numerosas hasta los reyes y señores de los extintos imperios prehispánicos. Se ponía en este documento especial cuidado en prohibir el tratamiento de “señor”, que en castellano podía implicar una autoridad efectiva y un trato reverencial, insistiendo al respecto que:

...así convenía a nuestro servicio y preeminencia Real y mandamos a los virreyes y Audiencias que no lo consientan ni permitan y solamente pueden llamarse caciques y principales.
Real Cédula de 1538

Algunos investigadores modernos como Charles C. Mann han objetado el uso del término cacique en lugar de rey o señor para referirse a los monarcas indígenas americanos, a pesar de que estos términos reverenciales sí se utilizan para denominar a los caudillos de los llamados pueblos bárbaros de la historia europea (por ejemplo reyes de los hunos, de los francos y otros).
La historia de la conquista de Yucatán escrita por el vencedor —como es lo usual— nos remite a este término para denominar a los señoríos o provincias (denominados kuchkabal en lengua maya) que integraban la geografía maya peninsular cuando se inició la conquista y aún durante un tiempo después de que tal conquista fuera consumada.

## Los cacicazgos en Yucatán
Tras la destrucción de Mayapán (1441-1461), en la península de Yucatán, se crearon grandes rivalidades entre los mayas, y se formaron diversas (al parecer entre 15 y 19, según el autor) jurisdicciones independientes llamadas kuchkabal. En cada kuchkabal había un Jalach wíinik (del maya: jalach wíinik ‘hombre de hecho; hombre de mando’), quien era el jefe con la máxima autoridad militar, judicial y política y que vivía en una ciudad principal considerada la capital de la jurisdicción.
También existía la persona del batab (con menor rango) (del maya: Batab ‘Jefe local del pueblo; cacique’) en singular o batabob en plural. Este era el nombre dado al máximo(s) gobernante(s) o jefe(s) de una localidad llamada batalib o batalibob en plural.
Los batalibob, asentados en un área delimitada o jurisdicción, llamada en idioma maya kuchkabal, podían tener una organización política o gubernamental variable concentrando la máxima autoridad militar, sacerdotal y social en la persona del  Jalach wíinik a quien todos los batabob obedecían. Los batabob pertenecían generalmente a una sola familia o linaje, y debido a ello la jurisdicción o kuchkabal, a veces, llevaba el patronímico como nombre, tal es el caso en Ah Canul, por ejemplo.

## Distintas versiones
Durante la Conquista de México, una vez derrotado el imperio mexica, el sistema político, administrativo y en buena medida económico, colapsó en toda la región del Eje Neovolcánico y entre los pueblos que dependían del poder central de aquel. No sucedió lo mismo en Yucatán, al menos no inmediatamente. La razón fue que la estructura sociopolítica era diferente y que había otra correlación de fuerzas entre los distintos kuchkabales o señoríos, y que cada uno tomaba decisiones y acciones en buena medida independientes. Así, cuando uno de ellos se sometía a los conquistadores, el vecino adoptaba el camino que le resultara conveniente. Esto sucedía aún entre los batalibob de un mismo kuchkabal. Ello tuvo como consecuencia no solo prolongar el proceso de conquista, sino el dar a cada subregión un destino y una perspectiva diferentes en el curso de los acontecimientos bélicos y de la dificultosa marcha de los conquistadores europeos en la península de Yucatán.
Los españoles pronto se percataron de esta autonomía jurisdiccional y quisieron, desde luego, entenderla para dominarla. Francisco de Montejo y sus capitanes, entre los que estaba su hijo (Francisco de Montejo el Mozo) y su sobrino también homónimo, creyeron que había 7 jurisdicciones y así las enumeró El Adelantado. Después, Diego de Landa, estimó que había 15 señoríos. El historiador de finales del siglo XIX, Juan Francisco Molina Solís, identificó 19 de estas provincias. Posteriormente Ralph L. Roys, con mayores recursos historiográficos, planteó la existencia de 16 kuchkabales. Ha habido otros estudiosos como M.S Edmonson, quien a partir de una cita del Chilam Balam, donde se refiere a Yucatán como Tzol Petén (país ordenado o región ordenada), supuso que el número de cacicazgos debía corresponder al de los uinales (meses) del año solar, o sea 18, porque, aducía, ordenado debía estar el país no solo territorial y administrativamente, sino sobre todo religiosamente.
La complejidad política era aún mayor, pues no todos los kuchkabales estaban gobernados por un Jalach wíinik, ya que al parecer en ciertos casos las decisiones y la estabilidad dependía del conjunto de voluntades de diversos batabob. Además, muchas veces, los poblados o conjunto de poblados podían resistirse a las decisiones del cacique predominante del kuchkabal e incluso, se adherían voluntariamente al mando de una jurisdicción vecina para ciertas decisiones, si así convenía a sus intereses. De aquí la dificultad que enfrentaban los españoles para comprender las características del mando local, o para entender si una región ya estaba o no dominada políticamente, incluso tras la claudicación de un Jalach wíinik determinado.
Según Ralph L. Roys existían las siguientes provincias o cacicazgos (ver mapa): Ah Canul, Ah Kin Chel,  Ceh Pech,  Can Pech, Chactemal, Chakán, Chakán Putum, Chikinchel, Cochuah, Cupul, Ekab, Hocabá-Homún, Sotuta, Tases, Tutul Xiúes y Uaymil.
Por su lado, Molina Solís menciona a una provincia de Zipatán, en el norte de Ah Canul, pero según parece, este término no definía una jurisdicción sino el hecho de que el poblado pagaba ciertos tributos. También menciona a Tixchel y Akalán que en realidad fueron pobladas muy poco antes de la conquista por mayas chontales venidos de la región del Usumacinta. Nadie, en cambio, parece tomar en cuenta la región de los cehaches (keaches o queaches), que vivían en el límite entre las tierras bajas peninsulares y el Petén, en donde ya habitaban de nuevo los itzaes de Tayasal y los cohuoes (Ko'Woj) de Topoxté y de Zacpetén.
Del lado del mar Caribe, en el sureste de la península, hay una vasta región que se extiende hacia el sur por el río Nuevo que hoy es territorio de Belice, en donde hay evidencia de presencia maya en época de la conquista y que no fue considerada por los estudiosos tradicionales. Grant Jones, arqueólogo, por ejemplo, sostiene la existencia en esa región de una jurisdicción denominada Dzuluinikob, cuya capital era Tipú.
Ciertamente, el conocimiento preciso de la división jurisdiccional de los mayas hasta la llegada de los conquistadores, no es definitiva ni consensual entre los investigadores aún en la época actual.